# Lleons per xais
Lleons per xais (títol original: Lions for Lambs) és la setena pel·lícula dirigida per Robert Redford. Es va estrenar en català a TV3 el 15 de febrer de 2013.
Es tracta d'un drama molt crític que se situa en la societat nord-americana contemporània per denunciar no només els problemes actuals sinó també els estructurals. Encapçalen un repartiment de luxe l'oscaritzada Meryl Streep i Tom Cruise, que a més d'actor és productor executiu del film. No podia faltar la intervenció del propi Redford, que en aquesta ocasió interpreta un paper amb el qual se sent molt identificat. Completen el repartiment Michael Peña, Derek Luke i el debutant Andrew Garfield. Va ser la primera pel·lícula de Cruise i Wagner Productions des que la companyia es va unir a United Artists i després de la marxa de Cruise de Paramount Pictures el 2006.
Amb un pressupost de 35 milions de dòlars, va recaptar en taquilla 63,2 milions de dòlars.

## Argument
"Lleons per xais" explica la història de diversos individus, en diferents situacions personals vinculades entre si.
El senador i aspirant a la presidència dels Estats Units Jasper Irvig (Tom Cruise) intenta teixir una de les últimes “estratègies exhaustives” al voltant de Janine Roth (Meryl Streep), una periodista d'una agència de notícies que el va ajudar en la seva carrera política. Ella està farta que ell la manipuli, però rep una notícia bèl·lica de gran abast. En un altre lloc, a Berkeley, el catedràtic idealista, Stephen Malley (Robert Redford), intenta convèncer a un dels seus alumnes més prometedors, Todd Hayes (Andrew Garfield), de la necessitat de canviar el curs de la seva vida. Encara més lluny, en plena Guerra de l'Afganistan, els soldats Ernest Rodríguez (Michael Peña) i Arian Finch (Derek Luke), dos ex alumnes de Malley, que la necessitat de viure una vida amb un més sentit els va portar a enrolar-se en l'exèrcit americà i anar a la guerra de l'Afganistan, es troben ferits en territori enemic i lluiten per sobreviure en una missió secreta.

## Personatges
- Robert Redford com el Professor Stephen Malley.
- Meryl Streep com Janine Roth.
- Tom Cruise com el senador Jasper Irving.
- Michael Peña com Ernest Rodríguez.
- Andrew Garfield com Todd Hayes.
- Derek Luke com Arian Finch.
- Peter Berg com el tinent coronel Falco.
- Kevin Dunn com l'editor d'ANX.

## Context
Robert Redford, que ha analitzat diferents aspectes de la cultura americana en les seves pel·lícules Gent corrent (per la qual va rebre un Oscar), Quiz Show o The Horse Whisperer, aborda temes polèmics com la guerra, la manipulació dels mitjans de comunicació o la passivitat dels joves davant els problemes. De fet, el guionista Matthew Carnahan va escriure el guió en adonar-se que canviava de canal quan sortien notícies sobre l'Iraq. Tot això es mostra a través de tres escenaris paral·lels en els quals l'acció transcorre en temps real amb els sentiments a flor de pell. Redford va considerar que l'objectiu de la pel·lícula era que el públic “s'entretingués però d'una manera que els fes reflexionar".
El títol d'aquest drama va ser inspirat per una escena de la pel·lícula durant la qual el professor universitari, Dr. Stephen Malley, ataca l'apatia del públic nord-americà en relació als esdeveniments mundials i, de manera específica, la guerra contra el terrorisme. El Dr. Malley argumenta El problema no és amb la gent que va iniciar això. El problema és de tots nosaltres que no fem res. Per a il·lustrar el seu punt de vista, Malley diu que durant la Primera Guerra Mundial, milers de soldats britànics van morir en un inútil atac lluitant contra els soldats alemanys que es trobaven ben atrinxerats. Els soldats alemanys van arribar a admirar tant als seus enemics que van escriure poemes i històries lloant el seu heroisme. També van criticar l'arrogant incompetència dels oficials de l'exèrcit britànic els quals, des de la seguretat de la rereguarda, prenien el te mentre els joves eren sacrificats de manera inútil. En una de tals composicions s'inclou l'observació «En cap lloc he vist aquests lleons conduïts per aquests xais».
Encara que l'origen d'aquesta cita s'ha perdut en la història (Ich habe noch nie solche Löwen gesehen, die von solchen Lämmern angeführt werden), la major part dels experts estan d'acord que va ser escrita durant la batalla del Somme, un de les trobades més sagnants en la història de la guerra moderna. Mentre que alguns historiadors militars acrediten com a autor a un soldat anònim, uns altres creuen que la font no és un altre que el General Max von Gallwitz, el Comandant Suprem de les Forces Alemanyes. En qualsevol cas, és acceptada generalment com una derivació de la proclamació d'Alexandre el Gran: Mai li he temut a un exèrcit de lleons que sigui conduït per un xai. Mes li temo a un exèrcit de xais conduït per un lleó.

## Repartiment
- Robert Redford com al profesor Stephen Malley
- Meryl Streep com a Janine Roth
- Tom Cruise com al senador Jasper Irving (R-IL)
- Michael Peña com a Ernest Rodriguez
- Andrew Garfield com a Todd Hayes
- Derek Luke com a Arian Finch
- Peter Berg com a Tinent Coronel Falco
- Kevin Dunn com a l'editor d'ANX